# 布鲁诺·贝林
布鲁诺·贝林（1929年1月16日—1962年10月20日），克罗地亚男子足球运动员，场上位置是后卫。他曾代表南斯拉夫国家队参加1954年国际足联世界杯，结果队伍止步八强赛。